# Управление на проекти
Управление на проекти или мениджмънт на проекти (на английски: Project management) е науката и практиката за мениджмънт на проекти (най-често в инженирането в областта на технологиите и софтуерното програмиране), както и мениджмънта на екипи, които се включват в софтуерните и тестови проекти. Мениджмънтът на проекти се извършва от мениджърски екипи, които могат да бъдат хоризонтални или йерархични, в случай че за целият екип от програмисти и тестъри има само един мениджър, той заема ролята на ръководител на проекти. 
Мениджмънтът на проекти е процесът на работа при който мениджърите заедно с тийма от програмисти и тестъри се стремят да постигнат всички проектни цели, в рамките на (винаги налични) определени ограничения (constraints) . Информацията по проектите обикновено е описана в проектната документация, която се прави (пише) в началото на процеса на софтуерно програмиране.
Мениджмънт на проекти се отнася до планиране, контрола върху, мониторинга, работата по проекти. Много термини и процедури в управлението на проекти са установени и стандартизирани.

## Дефиниции на образователни организации
PMBOK: Според дефиницията, въведена и зададена на PMBOK стандарта, мениджмънтът на проекти е прилагането на знания, умения, инструменти и техники върху проектните дейности, за да бъдат постигнати целите на изискванията към проекта 
Британската организация BVOP (Business value-oriented principles) посочва управлението на проекти в контекста на принципите, ориентирани към бизнес стойността, като инициатива за добавяне на бизнес стойност във всички управленски практики и инструменти .

## Сфери на знание
Според PMBOK за успешно управление на проекти са необходими знания в 9 сфери:
- Управление на обхвата в проекта
- Управление на интеграцията в проекта
- Управление на времето в проекта
- Управление на цената в проекта
- Управление на качеството в проекта
- Управление на човешките ресурси в проекта
- Управление на комуникацията в проекта
- Управление на риска в проекта
- Управление на снабдяването в проекта

Има още една сфера, която е добавена едва в последните години:
- Управление на етичния кодекс в проекта

## Проектни стандарти
Има различни организации по света, които въвеждат стандартизация към проектните методологии за управление на проекти. Най-старата и най-популярна в световен мащаб е Международната асоциация по управление на проекти (International Project Management Association – IPMA Архив на оригинала от 2001-02-02 в Wayback Machine.), основана в Европа през 1965 г. под името INTERNET. Неин член в България е Българската асоциация по управление на проекти. Друга авторитетна организация е Project Management Institute (PMI), базирана в САЩ и с клонове в цял свят. PMI периодично издава книга за сферите на знание в управлението на проекти (A Guide to the Project Management Body of Knowledge, PMBOK Guide).
Американският Институтът за управление на проекти (PMI) е основан през 1969 г. и е водеща професионална асоциация по управление на проекти, обединяваща повече от 135 000 члена.
Организацията PMI е единствената в света, сертифицирана по стандарта ISO 9001.
Действащи стандарти на PMI са: PMBOK GUIDE 2000, WBS Practical standard, PMCDF, OPM3. В разработка са следните стандарти: PMBOK Extensions, Practical Standard for Earned value Management.
Рамковият стандарт Project Management Body of Knowledge (PMBOK) включва в себе си няколко области на знания от проектния мениджмънт. Даденият стандарт представлява по-скоро ръководство, а не методология за неговото прилагане.
Национални стандарти:
- NASA Project Management (САЩ)
- BSI BS 6079 (Великобритания)
- APM Body of Knowledge (Великобритания)
- OSCEng (Великобритания)
- DIN 69901 (Германия)
- V-Modell (Германия)
- AFITEP (Франция)
- Hermes method (Швейцария)
- ANCSPM (Австралия)
- CAN/CSA-ISO 10006 – 98 (Канада)
- P2M (Япония)
- C-PMBOK (Китай)
- South African NQF4 (ЮАР)
- CEPM (Индия)
- PROMAT (Южна Корея)

Стандарти с разширено географско приложение:
- ISO 10006:2003, Quality management systems – Guidelines for quality management in projects
- A Guide to the Project Management Body of Knowledge (PMBOK Guide)
- BVOPM (Business Value-Oriented Project Management)
- PRINCE2 (PRojects IN a Controlled Environment)
- ISEB Project Management Syllabus
- Microsoft Solutions Framework (MSF)
- Oracle Application Implementation Method {AIM}

Стандарти за оценка компетенцията на мениджъра на про-екта:
- ICB IPMA Competence Baseline (IPMA)
- PMCDF (САЩ)
- NCB UA (National Competence Baseline, Version 3.0) (Украйна)
- НТК (Русия)

Много популярна в Европа методология е PRINCE2, създадена и поддържана от правителството на Великобритания.
Пионерите в UML Rational включват методология за управление на проекти за разработка на софтуер в своя Rational Unified Process.
Една от основните задачи на мениджъра на проекта е управление на съотношението между времето, обема на работа и стойността.

## Задачи

### Иницииране на проект
Един проект започва с неговото иницииране (на английски: Initiation) от група програмисти, тестери или мениджъри, или при получаване на (често аутсорсинг) поръчка за него. След неговото иницииране или още в неговото начало, се записват и съответно, ако е необходимо, в детайл описват в проектната документация съдържанието на проекта и обхватът му .

### Проектно планиране
При планирането (на английски: Planning) бива изработен работен план за мениджмънта на проекта или проектите (тъй като много често става дума за множество проекти). Правят се оценки на необходимите усилия, време и разходи, планиране на ресурси и анализ на риска .

### Софтуерно или технологично изпълнение
По време на изпълнението (на английски: Executing) на даден проект се формира екип, управлява се изпълнението на проекта, работи се за контрола на качеството и се предоставя информация на заинтересовани страни .

### Контролиране
При контролирането (на английски: Controlling) в рамките на един проект се наблюдават рисковете, оценява се прогресът и се докладват резултати относно него и се приемат мерки за подобрение. В живота на един проект стъпките „планиране“, „изпълнение“ и „контролиране“ могат да се повтарят .

### Завършване или фаза на приключване на проекта
В края на технологичното изпълнение или завършващата фаза (на английски: Closing), се осигурява запазването на придобития опит и се завършват договори. 

## Типове на мениджмънта на проекти. Класификация
Няма строга класификация на наименованията на елементите в проект на структурен план, но може да се каже, че от малки към големи, отделните компоненти следват определени названия. В зависимост от спецификата на конкретното начинание, между различните нива може да има произволен брой преходни:
- Задание – смятано за най-малкото ниво, което е достатъчно тривиално да бъде поверено на един или малко хора за изпълнение в кратки срокове. Примери: Начертаване на скици за вътрешно обзавеждане на стая, програмиране на един отделен софтуерен компонент
- Пакет – група от няколко задания, най-често поверена на някой от основния екип на проекта. Пример: Извършване на научноизследователската дейност в рамките на един проект
- Проект
- Програма – група от проекти. Често не всички съставни проекти са ясни от самото начало. В рамките на програми не е изключено да има и повтарящи се операции. Примери: Космическа програма на СССР, политическа платформа
- Стратегия – Пример: Лисабонска стратегия
- Политика

## Софтуер за управление на проекти
Съществуват много софтуерни инструменти за подпомагане на управлението на проекти. Най-разпространен в световен мащаб е Microsoft Project, въпреки че съществуват множество други продукти, които са много по-функционални, но и по-скъпи. Консултантската компания Gartner Group ежегодно издава анализ на пазара на подобни продукти, наречен Magic Quadrant for IT Project and Portfolio Management Applications.
Продукти, ориентирани към автоматизация на услугите при управление на проекти (по азбучен ред) са:
- Agresso.
- Augeo Software.
- CA Clarity.
- Epicor Software.
- IRIS Software Group SharpOWL.
- Lawson.
- Maconomy.
- Microsoft Project Professional.
- Oracle E-Business Suite.
- Primavera Systems Evolve.
- QuickArrow.
- SAP Professional Services Automation.

Другите групи програми са насочени към обслужване на продукти, управление на активи, управление на вътрешните процеси:
- DotProject – OpenSource система за управление на проекти.
- Entexo iProject – Система за автоматизация на задачи при управление на проекти.
- ProjectMate – Руска PSA-система за автоматизация на професионалната дейност. Има изход към MS Project.
- Invest Sign.
- eGroupWare – безплатен софтуер за управление на проекти.
- OpenProj – безплатен софтуер за управление на проекти, алтернатива на Microsoft Project.
- ProjectLibre – безплатен софтуер за управление на проекти, алтернатива на Microsoft Project.
- GanttProject – малка безплатна програма с диаграма на Гант и ресурси.
- Devprom – лека и гъвкава система за управление на проекти, който поддържа пълния цикъл на развитие на проекта.

Софтуер за съвместна работа по софтуерни проекти (разработване на софтуер):
- SVN.
- CVS.
- TFS (Team Foundation Server).
- Visual SourceSafe.
- Git.

В Интернет има и множество програми за управление на проекти с отворен код, но в по-голямата си част те покриват само някои аспекти на управлението на проекти.
Друг списък може да се види в категорията в dmoz Архив на оригинала от 2007-03-15 в Wayback Machine..

## Обучение по мениджмънт на проекти
Мениджмънтът на проекти или управлението на проекти е мениджмънт дисциплина, която се изучава теоретично, има своите теоретични измерения, както и литература за обучение, обучение по управлението на проекти много често се провежда или в самите софтуерни компании или от наети за това обучаващи компании, които дори могат да предоставят удостоверения за завършване на това външно обучение. Тази дисциплина също е застъпена в университетите по света. В България курсове по управление на проекти се водят ежегодно през летния семестър в Софийски университет. Както и всички други лекции в рамките на СУ, те са отворени за външни посетители. В Университет по архитектура, строителство и геодезия също са провеждани курсове. Във ВУАРР, град Пловдив дисциплината „Управление на проекти“ се преподава от 2011 година, като за повечето специалности е задължителна. Обучението там е съгласно стандарта за управление на проекти ISO 21500:2012 „Ръководство за управление на проекти“
Поради интереса на индустрията към областта, има и множество професионални курсове. "Проджект Мениджмънт Академия" за България, предлага подробни, детайлни и дистанционни онлайн курсове по управление на проекти.

## Виж още
- Agile разработка на софтуер